# Андрес Аларкон
Андрес Аларкон (ісп. Andrés Alarcón; нар. 22 травня 1970) — колишній еквадорський тенісист.
Найвищу одиночну позицію світового рейтингу — 351 місце досяг 11 листопада 1991, парну — 372 місце — 15 травня 1995 року.

## Фінали ATP Челленджер

### Парний розряд: 1 (0–1)
| Результат | Дата     | Турнір             | Покриття | Партнер      | Суперники                         | Рахунок  |
| --------- | -------- | ------------------ | -------- | ------------ | --------------------------------- | -------- |
| Поразка   | Чер 1994 | Кампінас, Бразилія | Ґрунт    | Маріо Рінкон | Патрісіо Арнольд Мартін Стрінгарі | 1–6, 3–6 |